# Friedrich Lucanus
Friedrich Gottfried Hermann Lucanus (* 3. Dezember 1793 in Halberstadt; † 23. Mai 1872 ebenda) war ein deutscher Apotheker, Kunstliebhaber und Restaurator.
Im Jahr 1756 schrieb er die Chronik über das Dorf Schachdorf Ströbeck und seine Schachtradition. Schon seine Vorfahren hatten die Geschichte Halberstadts niedergeschrieben (Lucanischen Bibliothek aus der Zeit 1556 bis 1732). 1828 rief er mit Hilfe von Werner Friedrich Julius Stephan von Spiegel den Halberstädter Kunstverein ins Leben. 1839 experimentierte er mit dem fotografischen Verfahren Daguerreotypie.
Lucanus' Sohn war Jurist und Politiker Hermann von Lucanus.

## Veröffentlichungen
- Der Dom zu Halberstadt. Seine Geschichte, Architectur, Alterthümer und Kunstschätze durch Text, einen Stahlstich und sechs radirte Blätter versinnlicht. Berlin, George Gropius 1837 (Digitalisat).
- Anleitung zur Restauration alter Oelgemälde und zum Reinigen und Bleichen der Kupferstiche und Holzschnitte. 1. Aufl., Leipzig, Baumgärtner 1828.
- Gründliche und vollständige Anleitung zur Erhaltung, Reinigung und Wiederherstellung der Gemälde in Oel-, Tempera-, Leim, Wasser-, Miniatur-, Pastell- und Wachsfarben: zur Bereitung der beim Malen und Ueberziehen dienlichen Firnisse, so wie auch zum Bleichen, Reinigen und Aufziehen der Kupferstiche, Steindrucke, Holzschnitte u. s. w. 2. Aufl., Halberstadt, Friedrich August Helm 1832.
- Vollständige Anleitung zur Erhaltung, Reinigung und Wiederherstellung der Gemälde, zur Bereitung der Firnisse, so wie auch zum Aufziehen, Reinigen, Bleichen und Restauriren der Kupferstiche. 3. vielfach verb. u. verm. Aufl., Halberstadt, Friedrich August Helm 1842.
- Vollständige Anleitung zur Erhaltung, Reinigung und Wiederherstellung der Gemälde, zur Bereitung der Firnisse, so wie auch zum Aufziehen, Reinigen, Bleichen und Restauriren der Kupferstiche etc. Neue billige Ausg. der 3. vielf. verb. und verm. Aufl., Halberstadt, Friedrich August Helm 1856.
- Vollständige Anleitung zur Erhaltung, Reinigung und Wiederherstellung der Gemälde, zur Bereitung der Firnisse, so wie auch zum Aufziehen, Reinigen, Bleichen und Restauriren der Kupferstiche etc. 4. Aufl., Halberstadt, Friedrich August Helm 1881.
- Die Praxis des Restaurators. Vollständige Anleitung zur Erhaltung, Reinigung und Wiederherstellung von Gemälden, Aquarellen, Kupferstichen etc. 5. Aufl. nach dem heutigen Stande der Technik neu bearbeitet von Dr. Hans Böhm. Schönherr, Halberstadt 1929.